# Akismet
Akismet或Automattic Kismet（原文如此）是一个垃圾信息过滤服务。它试图过滤博客评论中的垃圾链接及垃圾TrackBack。结合对所有参与的博客垃圾信息的捕获，然后利用这些垃圾信息的规则以来阻止未来的垃圾信息。 Akismet由Automattic提供，该公司主要采用自由博客软件平台WordPress。Akismet于2005年10月25日推出。Akismet说，截至2011年4月超过已捕获超过25亿垃圾信息及垃圾Pingback。